# Frederick Bligh Bond

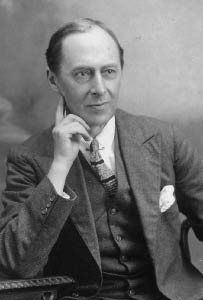
Frederick Bligh Bond (1921)

Frederick Bligh Bond (* 30. Juni 1864 in Marlborough, Wiltshire, England; † 8. März 1945 in Dolgellau, Wales) war ein britischer Architekt, Archäologe und Parapsychologe.
Bond leitete ab 1908 die Ausgrabungen im Bereich der Glastonbury Abbey, der Abtei von Glastonbury, wobei er sich bei den Entscheidungen über Details der Grabungen an paranormal gewonnenen Informationen orientierte, die ein Medium durch automatisches Schreiben produzierte. Diese Quelle hielt er geheim, bis er sie in seinen Büchern veröffentlichte. Ihr Bekanntwerden zerstörte seinen wissenschaftlichen Ruf, was in weiterer Folge zu seiner Entlassung als Grabungsleiter im April 1922 führte.
Später beschäftigte er sich als Parapsychologe mit automatischem Schreiben und mit Psycho-Photographie (der mentalen Beeinflussung photographischer Bilder). Er war 1921–1926 Herausgeber der Zeitschrift Psychic Science (damaliger Name: Quarterly transactions of the British College of Psychic Science). Während seines Aufenthalts in den Vereinigten Staaten (von August 1926 bis Januar 1936) gab er 1930–1936 das Journal of the American Society for Psychical Research heraus.
Nach der Ordination zum Priester 1932, wurde Bond 1933 zum Bischof der Old Catholic Church of America durch Erzbischof William Henry Francis Brothers konsekriert.
Frederick Bligh Bond war ein Urgroßneffe des Kapitäns William Bligh, gegen den auf der Bounty gemeutert wurde.

## Werke
- The Gate of Remembrance. Oxford 1918.
- The Hill of Vision. Boston 1919.
- The Company of Avalon. London 1924.

| Personendaten    | Personendaten                                       |
| ---------------- | --------------------------------------------------- |
| NAME             | Bond, Frederick Bligh                               |
| KURZBESCHREIBUNG | britischer Architekt, Archäologe und Parapsychologe |
| GEBURTSDATUM     | 30. Juni 1864                                       |
| GEBURTSORT       | Marlborough, Wiltshire, England                     |
| STERBEDATUM      | 8. März 1945                                        |
| STERBEORT        | Dolgellau, Wales                                    |